# Glacier de Tête-Rousse
Le glacier de Tête-Rousse est un glacier des Alpes situé en Haute-Savoie, en France. Bien que de faible étendue, il est connu pour la menace que représentent les vidanges brutales de ses lacs intraglaciaires. Voisin du refuge de Tête-Rousse au-dessus du Nid d'Aigle et dominé par l'aiguille du Goûter, il est traversé par la voie normale menant au mont Blanc.

## Géographie

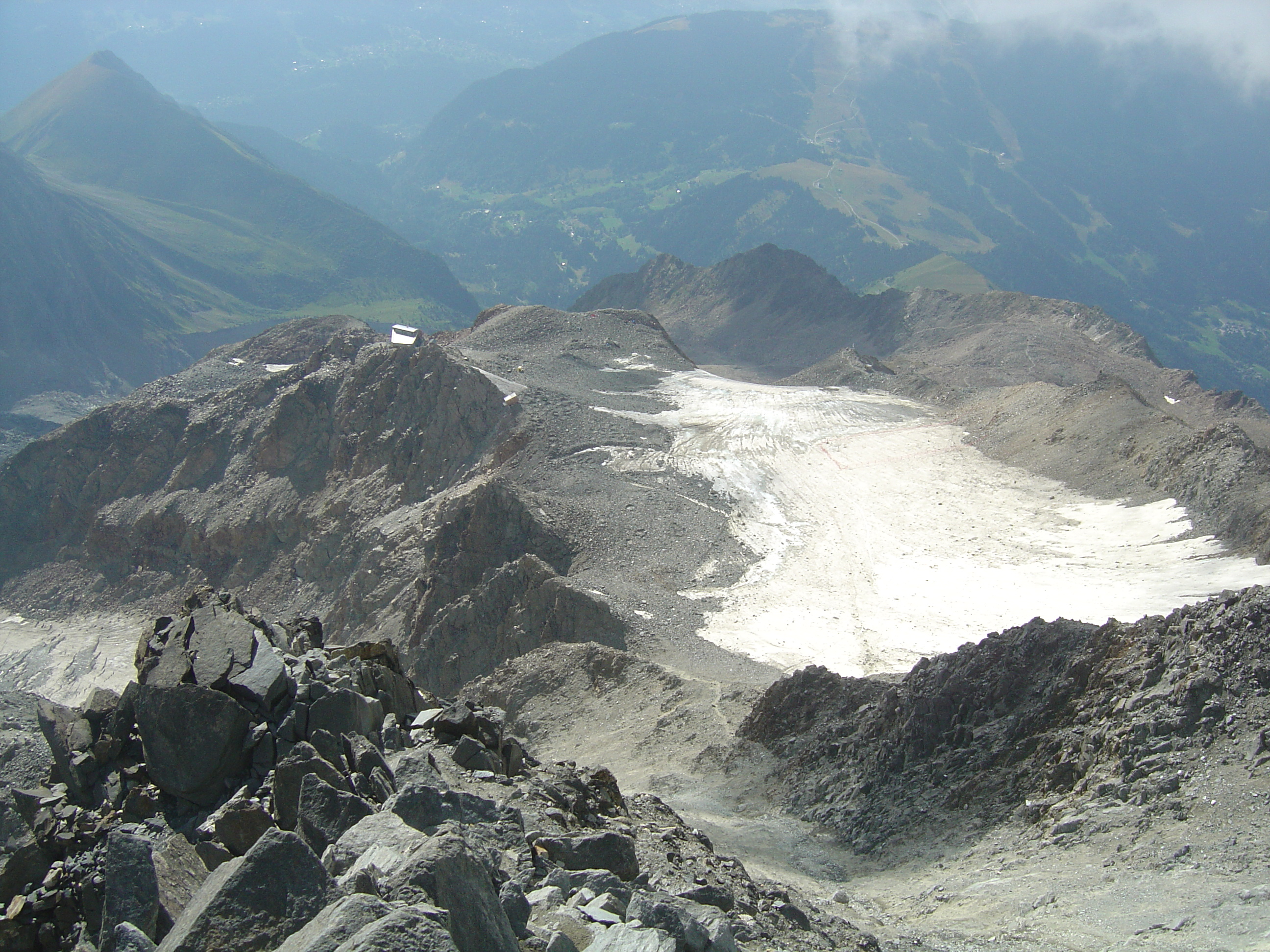
Vue depuis le refuge du Goûter en direction du val Montjoie avec le glacier de Tête-Rousse en contrebas.

Le glacier de Tête-Rousse est un petit glacier suspendu avec une zone d'accumulation peu étendue située à l'est sous l'arête Payot qui descend de l'aiguille du Goûter, une courte zone de transport vers l'ouest et un front glaciaire qui descend à 3 000 mètres d'altitude environ. Il domine le désert de Pierre Ronde où se trouve le Nid d'Aigle et plus bas la partie aval du glacier de Bionnassay puis le val Montjoie.
Il est parcouru par deux itinéraires de randonnée, tous deux venant du Nid d'Aigle : l'un le traverse dans la longueur vers l'est pour mener au refuge du Goûter puis au sommet du mont Blanc, l'autre, moins fréquenté, le traverse dans la largeur vers le sud jusqu'au refuge de Tête-Rousse installé sur le rebord méridional du glacier.
Administrativement, il est situé sur le territoire de la commune française de Saint-Gervais-les-Bains.

## Histoire

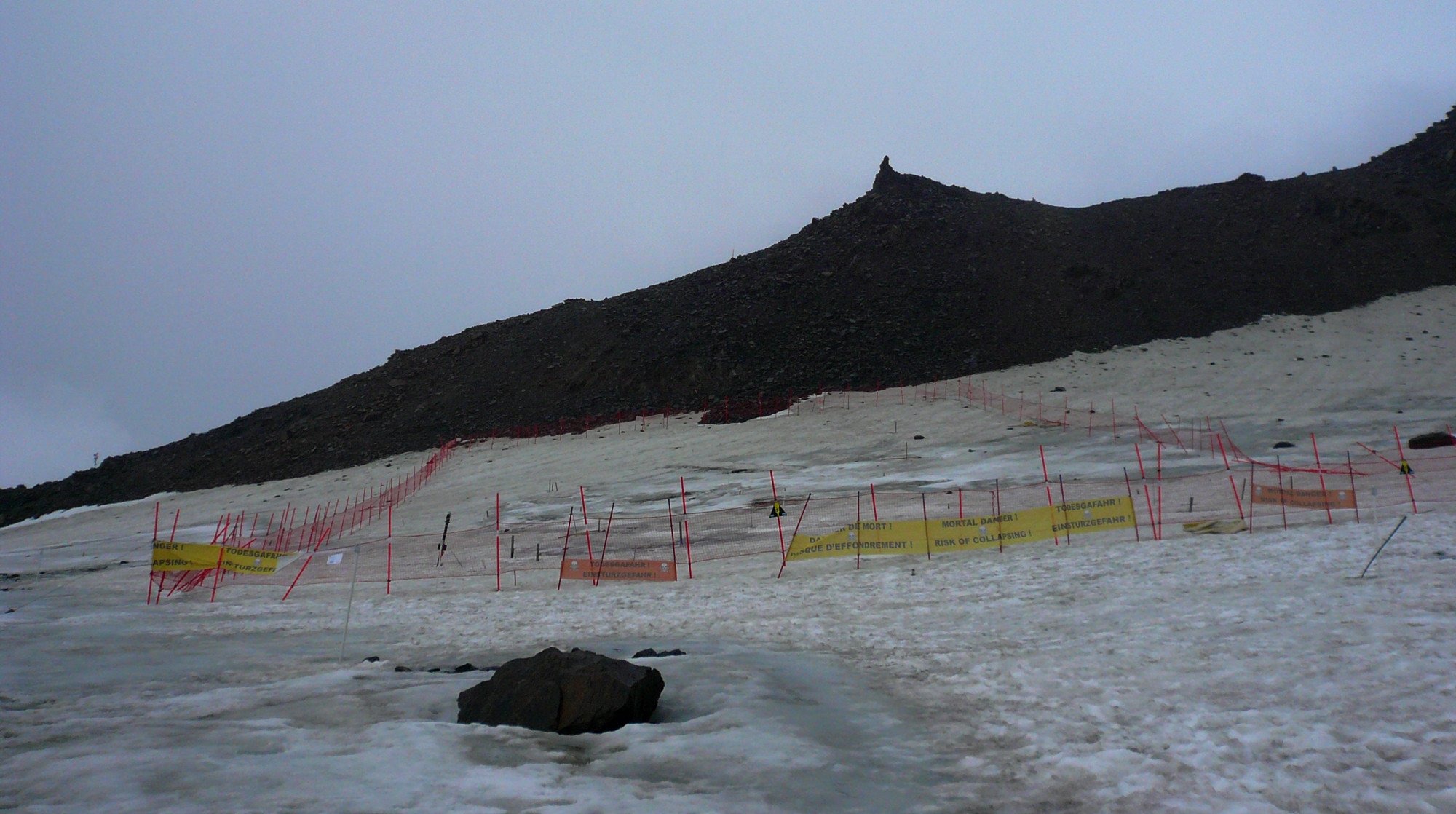
Travaux de sécurisation du lac intraglaciaire sur le glacier en août 2011.

En 1892, une coulée de lave torrentielle constituée de boues, roches et débris végétaux, survient à la base du glacier à la suite de l'accumulation d'eau de fonte dans une poche dans le glacier et à la libération brusque de près de 100 000 m3 d'eau. La coulée ravage les vallées du Bionnassay, du Bon Nuant et de Bionnet au Fayet, et fait plus de 175 victimes sur la commune de Saint-Gervais-les-Bains situé en contrebas,.
Le 13 juillet 2010, une nouvelle poche d'eau de 65 000 m3 est constatée par les topographes et glaciologues du laboratoire de glaciologie de Grenoble (LGGE) du CNRS qui en suspectaient la formation depuis 2007. Les autorités municipales et départementales décident de réaliser au plus vite des opérations de vidange bien que la date d'une éventuelle rupture soit inconnue. Plusieurs puits de 25 cm de diamètre et de 40 mètres de profondeur sont forés à 3 200 m d'altitude au-dessus de la poche principale et l'eau est pompée en continu pendant trois semaines à un débit de 50 m3 par heure pour purger les poches,. Le coût total des travaux s'est élevé à 2,5 millions d'euros pris en charge à 80 % par l'État et à 20 % par la commune de Saint-Gervais,.
Deux nouveaux lacs intraglaciaires totalisant un volume de 40 000 m3 sont détectés et vidés en 2019. Il s'est reformé dans la rimaye et mesure 60 000 m3 en 2025.